# Linh Hải
Linh Hải là một xã thuộc huyện Gio Linh, tỉnh Quảng Trị, Việt Nam.
Xã Linh Hải có diện tích 20,45 km², dân số năm 1999 là 2.308 người, mật độ dân số đạt 113 người/km².

## Hành chính
Xã Linh Hải được chia thành 4 thôn: Đông Hải, Thiện Thành, Vĩnh Tân, Xuân Thượng.